# Delle navigationi et viaggi
Delle navigationi et viaggi (Navegacions i viatges) és una recopilació històrico-geogràfica del segle XVI, composta pel diplomàtic, geògraf i humanista trevisà de la República de Venècia, Giovanni Battista Ramusio (o Joan Baptista Ramusio, en venecià) (1485-1557). És considerat el primer tractat geogràfic de l'era moderna.
El llibre va ser publicat en tres volums a Venècia, els anys 1550, 1559 i 1556, a la impremta de Tommaso Giunti. L'obra exaltava els aspectes literaris de l'escriptura, reconeixent per tant oficialment la literatura de viatges.
Ramusio va entrar en contacte amb el navegant Sebastià Cabot, fill de John Cabot, amb qui se li va encarregar de negociar per posar-se al servei de la República de Venècia.

## Pla de l'obra
L'obra és dividida en sis volums, amb un total de 2.787 pàgines, i estava dedicada al metge, filòsof, astrònom, geògraf i humanista de Verona Girolamo Fracastoro (1478-1553):

### Primer volum
- A l'excel·lent. M. Girolamo Fracastoro, Gio. Battista Ramusio (dedicatòria)
- Tommaso Giunti als lectors.
- De la descripció d'Àfrica i de les coses notables que hi ha, per Giovani Lioni Africano.
- Les navegacions d'Alvise Cadamosto i Pedro de Sintra.
- La navegació d'Hannó, capità dels cartaginesos, a les parts d'Àfrica fora dels pilars d'Hèrcules, que va ser escrita en la llengua púnica que dedicà al temple de Saturn, i que més tard va ser traduïda a la llengua grega i desprès a la toscana.
- Navegació de Lisboa a l'Illa de São Tomé, situada sota la línia equatorial, escrita per a un pilot portuguès i enviat al magnífic comte Raimondo della Torre, gentilhome de Verona, i traduït del portuguès al toscà.
- Navegacions portugueses a les Índies Orientals (Vasco da Gama, Pedro Álvares Cabral, Amerigo Vespucci, Tomé Lopez, Giovanni da Empoli).
- Itinerari de Ludovico de Varthema
- La navegació d'Iambolo el mercader, dels llibres de Diodor de Sicília, traduït del grec al toscà.

### Segon Volum
- Dues cartes de l'Índia d'Andrea Corsali.
- Viatge a Etiòpia de Francisco Álvares.
- Per sobre del naixement del riu Nil.
- Giovanni Battista Ramusio i Ieronimo Fracastoro.
- La navegació de Nearc.
- Viatge escrit per un grup venecià que va ser fet presoner a la ciutat d'Alexandria al Diu, a l'Índia, amb el seu retorn al Caire, el 1538.
- Discurs sobre la navegació de la Mar Roja fins a l'est de l'Índia, escrit per Flavi Arrià
- Discurs sobre el Llibre de Duarte Barbosa i sobre el Resum de les Índies Orientals
- Resum de tots els regnes, ciutats i pobles orientals, amb el comerç i les mercaderies que s'hi troben, des del Mar Roig fins als pobles de la Xina, traduït de la llengua portuguesa a l'italià.
- Viatge de Niccolò de' Conti
- Viatge de Girolamo da Santo Stefano, genovès, dirigit a Messer Giovan Iacobo Mainer, portuguès, traduït a l'italià.
- Discurs sobre el viatge que van fer els hispans arreu del món.
- Epístola de Maximilià Transilvano, secretari de sa majestat l'emperador, escrita al més il·lustre i reverendíssim senyor cardenal salzuburgenc, de l'admirable i estupenda navegació feta pels espanyols l'any 1519 arreu del món.
- Viatge al voltant del món realitzat i descrit pel Messer Antonio Pigafetta de Vicenza, cavaller de Rodes, i dirigit per ell al Reverendíssim Gran Mestre de Rodes, Messer Philippe Villiers de L'Isle-Adam, traduït de la llengua francesa al toscà italià.
- Narració d'un company portuguès de Duarte Barbosa, que anava a bord del vaixell Victòria, l'any 1519
- Discurs de m. Joan Baptista Ramusio sobre els diversos viatges que s'han dut a terme a la recerca de les espècies fins als nostres dies, i d'altres de nous que podrien servir per fer-los.
- Informe de Iuan Gaetan, pilot castellà, sobre el descobriment de les illes Moluques a través de les Índies Occidentals.
- Cinc cartes a l'illa del Japó.
- De l'Àsia, de João de Barros.

### Tercer Volum
- Tommaso Giunti als lectors

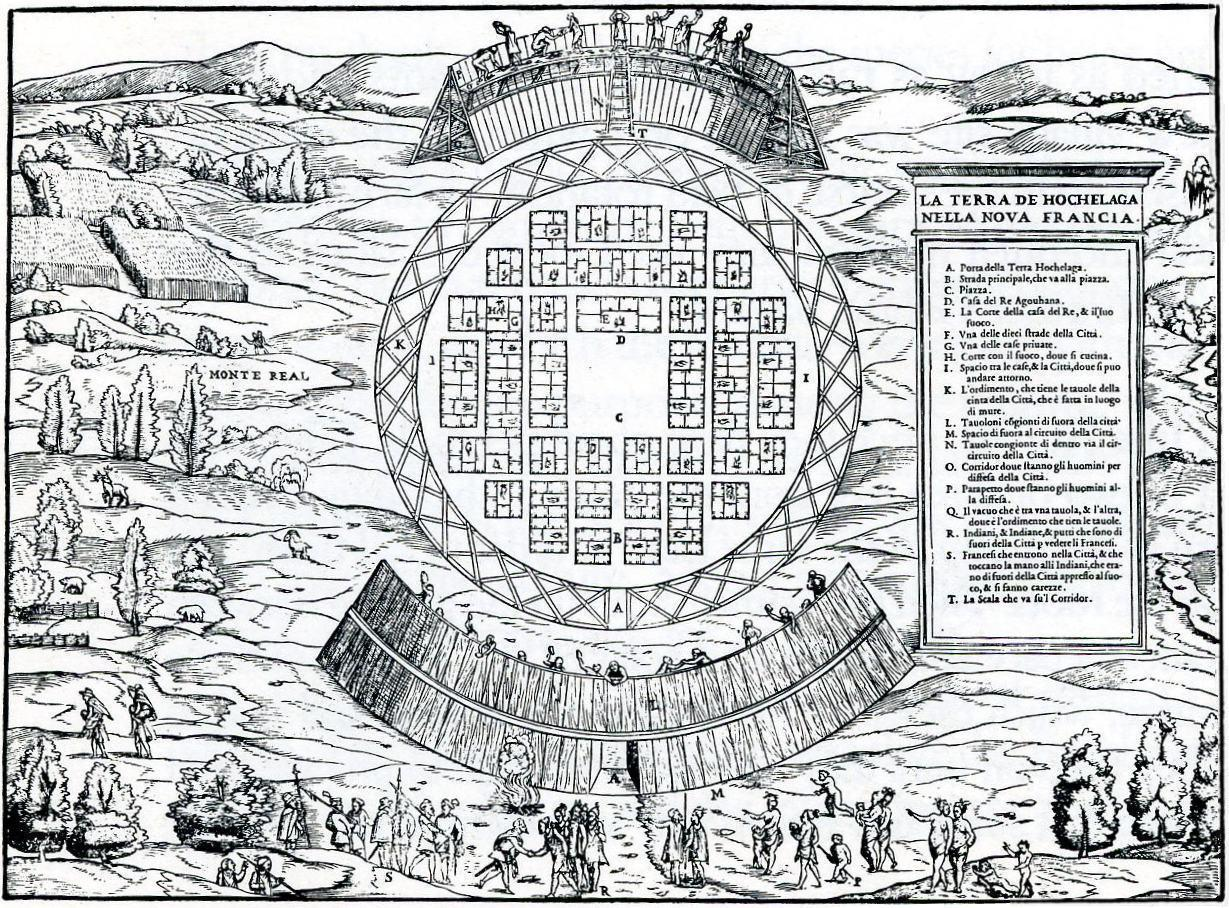
Plànol de la Terra d'Hochelaga a Nova França (actual Canadà). A l'esquerra, Mont Real. Dibuixat per Giacomo Gastaldi. Il·lustració del llibre Delle Navigationi et Viaggi.

- Dels viatges de Messer Marco Polo, un cavaller venecià
- Segona part de la història del senyor Hayton Armenià, que era fill del senyor Curchi, parent del rei d'Armènia.
- Breu narració de la vida i fets del senyor Ussuncassano, feta per Giovan Maria Angiolello.
- Viatge d'un comerciant que es trobava a Pèrsia.
- A càrrec de Messer Iosafa Barbaro, un cavaller venecià, el viatge a la Tana i a la Pèrsia.
- El viatge del magnífic messer Ambrosio Contarini, ambaixador del més il·lustre Senyoriu de Venècia, davant el gran senyor Ussuncassan, rei de Pèrsia, l'any 1473.
- Carta d' Alberto Campense sobre els afers de Moscòvia, al beatíssim Pare Climent VII, Pontifex Maximus .
- Paolo Iovio, historiador dels afers de Moscòvia, a mossèn Giovanni Rufo, arquebisbe de Cosenza.
- Comentaris sobre Moscovia i Rússia, ja composts en llatí per al senyor Segismundo, baró lliure a Herberstain, Neiperg i Guettenhag, traduïts del llatí al nostre vernacle italià.

### Quart volum
- La carta que Arrià, un filòsof i historiador molt noble, va enviar a l'emperador Hadrià, en la qual relata el que es troba navegant al voltant del Mar Major.
- Giorgio Interiano, genovès, a Messer Aldo Manuzio, romà, de la vida dels Zichi, anomenats Circassians.
- Part del tractat sobre l'aire, l'aigua i els llocs d'Hipòcrates, en el qual parla dels escites.
- Viatge del magnífic Messer venecià Pietro Querini, el qual, després d'haver deixat Càndia, amb mal viatge cap a l'oest, l'any 1431, va incórrer en un horrible i espantós naufragi, del qual finalment va sobreviure amb diversos accidents, arribant a Noruega i Suècia, regnes septentrionals.
- Navegació de Sebastià Cabot.
- Dels comentaris sobre el viatge a Pèrsia de mísser Caterino Zenó, cavaller, i de les guerres portades a l'imperi persa des de l'època d'Ussuncassano fins ara, dos llibres; i del descobriment de les illes de Frislanda, Eslanda, Engrovelanda, Estochilanda i Icària, fet sota el Pol Àrtic pels dos germans Zeni, mísser Nicolò, cavaller, i mísser Antonio. Llibre primer.
- Dos viatges a Tartària per uns frares de l'orde menor de Sant Domènec, enviats pel papa Innocenci IV a la dita província com a ambaixadors, l'any 1247.
- Viatge del beat Odoric de Pordenone, de l'ordre dels frares menors; dels hàbits, costums i naturalesa de diferents nacions i pobles del món; i del martiri de quatre frares de l'esmentat orde, que van patir entre els infidels.
- La descripció de la Sarmàcia europea del magnífic cavaller veronés Alessandro Guagnino, traduïda de la llengua llatina al vulgar italià pel reverend Messer Bartolomeo Dionigi da Fano.
- Els llibres de Mateu de Micheovo sobre les dues Sarmàties.

### Cinquè volum
- Discurs de Messer Joan Baptista Ramusio sobre el tercer volum de Navegacions i viatges per la part del nou món.
- Resum de la història de les Antilles, extret dels llibres escrits per Don Pietro Martire Milanese, del Consell d'Índies, primer del rei catòlic i després de sa majestat l'emperador.
- Resum de la història natural i general de les Índies, compost per Gonzalo Ferdinando d'Oviedo, altrament de Valde, natural de la terra de Madrid, habitant i rector de la ciutat de S. Maria Antica del Darien, a la terra ferma del Índies, la qual fou revisada i corregida, per ordre de sa majestat l'Emperador, pel seu consell reial de les dites Índies.
- Gonzalo Fernández de Oviedo y Valdés
- De la història natural i general de l'Índia fins als nostres temps. Primer llibre

### Sisè volum

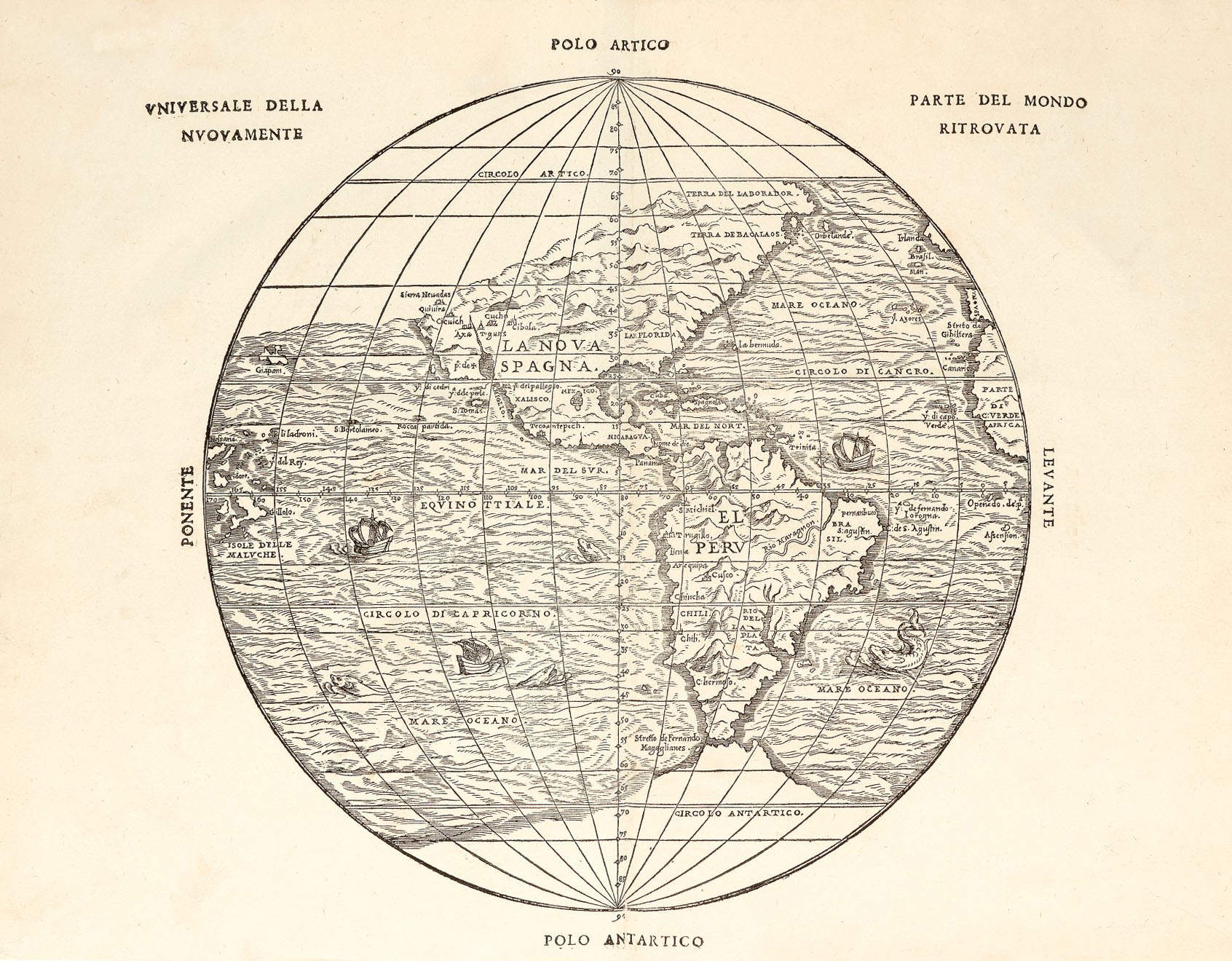
Amèrica dibuixada per Giacomo Gastaldi, il·lustració del llibre Delle Navigationi et Viaggi

- La segona relació sobre Nova Espanya d'Hernán Cortés, perquè la primera que va fer, tot i que l'hem investigat amb diligència, fins avui no l'hem sabut trobar.
- Els informes de Pedro de Alvarado i Diego Godoy sobre Guatemala
- Informe d'algunes coses de Nova Espanya i de la gran ciutat del Temistitan mexicà feta per un gentilhome del senyor Hernán Cortés
- Informe fet per Álvar Núñez Cabeza de Vaca, conegut com Cap de Vaca, del que va passar a les Índies a l'exèrcit del qual va ser governador Pánfilo de Narváez, des de l'any 1527 fins al 1536, que va tornar a Sibilia amb només tres dels seus companys.
- Reportatge de Nuño de Guzmán, escrit a Omitlan, província de Mechuacan de la Gran Espanya, el 8 de juliol de 1530.
- Informe del descobriment de Francisco de Ulloa.
- Cartes del capità Francisco Vázquez de Coronado, escrites a un secretari del més il·lustre Don Antonio de Mendoça, virrei de Nova Espanya, donades a Culnacan el 8 de març de 1539.
- Cartes escrites pel més il·lustre Senyor Don Antonio de Mendoza, virrei de Nova Espanya, a sa Majestat l'Emperador
- Informe del Reverend Fra Marco de Niça
- Informe que va enviar Francisco Vázquez de Coronado, capità general del poble que va ser enviat en nom de Sa Majestat al país recentment descobert: què va passar en el viatge, a partir del vint-i-dos d'abril del 1540, que va sortir de Culiacan, endavant, i del que va trobar al país on va anar
- Informe de la navegació i descobriment fet pel capità Hernando de Alarcón per ordre del més il·lustre senyor Don Antonio de Mendoza, virrei de Nova Espanya, donat a Colima, port de Nova Espanya.
- Informe d'un capità espanyol de la conquesta del Perú
- La conquesta del Perú i de la província de Cusco, anomenada Nova Castella, escrit i adreçat a Sa Majestat per Francisco de Jerez, secretari del capità Francisco Pizarro González, que va conquerir aquests llocs.
- Informe per a Sa Majestat del que va passar en la conquesta i pacificació d'aquestes províncies de Castella Nova, i de la qualitat del país, després que el capità Fernando Pizarro marxés i tornés a Sa Majestat. El reportatge de la conquesta de Caxamalca i la presó del cacic Atabalipa.
- La navegació del gran riu Maragnon, situat sobre el continent de les Índies Occidentals; escrit per lo magnífic senyor Gonsalvo Fernando de Oviedo, historiador de la Majestat Cesaria en les dites Índies.
- Discurs sobre el continent de les Índies Occidentals conegut com el Labrador, el Bacchalaos i la Nova França.
- Al mateix rei cristià de França Francesc I, informe de Giovanni da Verrazzano, florentí, de la terra descoberta per ell en nom de Sa Majestat, escrit a Dieppe, 8 de juliol de 1524.
- Discurs d'un gran capità de mar francès del lloc de Dieppe sobre les navegacions realitzades a la Terranova de les Índies Occidentals, anomenada Nova França, de 40 graus a 47 graus per sota del pol àrtic, i sobre la terra de Brasil, Guinea, el l'illa de Sant Llorenç i la de Sumatra, on navegaven les caravel·les i els vaixells francesos
- Primera relació de Jacques Cartier de la Terranova, anomenada Nova França, trobada 1534.
- Viatge de misser Cesare de Fedrici a l'est de l'Índia i més enllà de l'Índia via Sòria.
- Tres navegacions realitzades pels holandesos i els zelandesos al nord, a Noruega, Moscòvia i Tartària, cap al Catai i el regne del Sini, on van descobrir el mar de Veygatz, Nova Terra i un país al grau 80 que es creu que és la Groenlàndia.